# Ignaz Kögler
Ignaz Kögler (ur. 11 maja 1680 w Landsberg am Lech, zm. 30 marca 1746 w Pekinie), znany także jako Dai Jinxian (chiń. 戴進賢) – niemiecki uczony, jezuita i misjonarz. Oprócz pracy misjonarskiej w Chinach zajmował się astronomią.

## Życiorys
Ignaz pochodził z rodziny kuśnierzy żyjącej w Landsbergu nad Lechem. Był piątym dzieckiem Andreasa Köglera i jego żony, Elżbiety. Miał dziewięcioro rodzeństwa, niektórzy jego bracia również zostali duchownymi, ale nie jezuitami. W 1696 roku, podczas nauki w kolegium jezuickim w swoim rodzinnymi mieście, Ignaz wstąpił do zakonu. Po ukończeniu kolegium rozpoczął naukę w Ingolstadt, gdzie studiował filozofię, matematykę i astronomię. Po ukończeniu nauki w Ingolstadt rozpoczął studia teologiczne w Amber, równolegle z pracą w miejscowej szkole. Po ukończeniu teologii otrzymał święcenia kapłańskie w 1709 roku i został oddelegowany do kolegium w Ebersbergu. Rok później Kögler został wysłany do Rottweil, następnie zaś trafił do Fryburga w Szwajcarii. W 1712 roku wrócił do Niemiec i zaczął nauczać matematyki i hebrajskiego na uniwersytecie w Ingolstadt a później w Rottenburgu. Po pewnym czasie zwrócił się do przełożonych z prośbą o pozwolenie na wyjazd na misję. Jego sprawa została rozpatrzona pozytywnie i w 1715 roku wyruszył z Lizbony do Chin.
Ostatecznie wypłynął z Portugalii dopiero 14 marca 1716 roku, a do Makau dotarł 30 sierpnia 1716 roku. Pracę misjonarską rozpoczął w Kantonie, ale po kilku miesiącach został zaproszony na dwór do Pekinu z racji dużej biegłości w matematyce i astronomii. Do cesarskiej stolicy przybył 2 stycznia 1717 roku. Po audiencji u cesarza Kangxi dołączył do innego jezuity, Kiliana Stumpfa i miał pomóc mu w pracach naukowych, zleconych przez władcę. Działalność misjonarska jezuitów w tym czasie była mocno utrudniona. Był to efekt zmiany polityki kościoła wobec inkulturacji, promowanej przez jezuitów. W 1715 roku kościół zabronił chińskim chrześcijanom uczestniczenia w ceremoniach ku czci przodków, dopatrując się w nich znamion kultu pogańskiego. Gdy wikariusz Pekinu, Carlo Orazi da Castorano, powiadomił o tym cesarza, ten wpadł w gniew i aresztował duchownego. Stosunek władcy do chrześcijan uległ już jednak ochłodzeniu parę lat wcześniej, gdy w czasie wizyty legata Karola de Tournona zauważył, iż zachodni duchowni słuchają się bardziej wizytatora niż jego samego.
W czasie rządów następnego cesarza, Yongzhenga, większość zagranicznych misjonarzy została zmuszona do zamieszkania w Kantonie, a następnie wydalona do Makau. Na terenie Chin pozwolono zostać jedynie duchownym takim jak Kögler, którzy pracowali dla władz i byli przez nie postrzegani bardziej jako uczeni i artyści, niż misjonarze. Poza wydaleniem zagranicznych chrześcijan doszło także do prześladowań chińskich konwertytów. W 1742 roku decyzja o zakazie brania udziału w obrzędach ku czci przodków została potwierdzona przez Kościół łaciński bullą „Ex quo singulari”, co jeszcze bardziej pogorszyło stosunki z elitami rządzącymi i w zasadzie uniemożliwiło jakąkolwiek pracę misjonarską.
Wobec tego Kögler koncentrował się głównie na nauce. W 1722 roku opublikował „Tabelę logarytmów” wraz z instrukcjami, jak z niej korzystać. Nie były to jednak logarytmy w takiej postaci, jak znamy je dzisiaj. W 1723 roku ukazała się mapa nieba jego autorstwa, z zaznaczonymi najważniejszymi gwiazdami i gwiazdozbiorami. W 1737 i 1742 roku ukazały się jego kolejne prace poświęcone astronomii, napisane we współpracy z innymi uczonymi. W 1746 roku, razem z jezuitami Feliksem da Rochą, Hallersteinem i Gogeislem wydali dwie prace: jedną poświęconą urządzeniom używanym w astronomii i drugą opisującą wyniki ich obserwacji satelitów Jowisza. Oprócz prac typowo astronomicznych napisał również kilka relacji ze swojego pobytu w Chinach, opisujących miejscową cywilizację, które zostały potem wydane w Europie. Korespondował z kilkoma europejskimi orientalistami. Przypisuje się mu również autorstwo pracy poświęconej społeczności żydowskiej w Państwie Środka. Została ona wydrukowana pod tytułem Ignatii Koegleri notitiae S,S. Bibliorum Judaeorum in imperio Sinensi w książce Christopha Gottlieba von Murra „Versuch einer Geschichte der Juden in Sina”.